# Преллвитц, Гертруда
Гертруда Преллвитц (нем. Gertrud Prellwitz; 5 апреля 1869, Тильзит — 13 сентября 1942, Кюб, Австрия) — немецкая писательница.

## Биография
Преллвитц родилась в Тильзите (Восточная Пруссия), в семье мастера-плотника. Девочка выросла в Кенигсберге, закончила там колледж подготовки учителей и работала учительницей. С 1895 года она жила в Берлине и посещала в Берлинском университете лекции по теологии и истории литературы. С 1904 года Преллвитц много переезжала, но, наконец, остановилась в Бранденбурге. 
В 1911 году она основала общество «Союз Святого Георгия», которое основывалось на смеси из кантовского идеализма, христианских и националистических убеждений. Во время Первой мировой войны поддерживала немецких военных многочисленными брошюрами. В 1915 году посетила с пропагандистскими целями тогда ещё нейтральные Соединенные Штаты Америки. После Первой мировой войны Гертруда жила в Тюрингии, где опубликовала несколько работ. 
С 1933 года жила в Бад-Бланкенбурге. Захват власти нацистами одобрила и горячо приветствовала, видела в фигуре Гитлера спасителя Германии. Однако при этом встретила отказы и незаинтересованность в издании своих сочинений. В 1938 году её роман «Друде» был даже внесён в «Перечень вредных и нежелательных книг».
Гертруда Преллвитц писала романы, рассказы, эссе, памфлеты и песни. Её роман «Друде» был очень популярен среди молодёжи и явился её самым большим успехом. В 1909 году опубликовала пособие «Vom Wunder des Lebens», общий тираж которого составил более 170 тыс. экземпляров.

## Сочинения
| - Oedipus oder Das Rätsel des Lebens, Freiburg i. Br. 1898 - Zwischen zwei Welten, Woltersdorf bei Erkner-Berlin 1899 - Weltfrömmigkeit und Christentum, Freiburg i. Br. 1901 - Michel Kohlhas, Freiburg i. Br. 1905 - Der religiöse Mensch und die moderne Geistesentwicklung, Berlin 1905 - Vom Wunder des Lebens, Jena 1909 - Seine Welt, Woltersdorf bei Berlin 1911 - Die Legende vom Drachenkämpfer, Woltersdorf bei Erkner-Berlin 1912 - Die Tat!, Woltersdorf b. Erkner-Berlin 1912 - Wie wir es schaffen, Woltersdorf 1914 - Durch welche Kräfte wird Deutschland siegen?, Jena 1915 - Der Kaisertraum, Woltersdorf 1916 - Weltsonnenwende, Woltersdorf b. Erkner 1919 - Das Deutschlandlied, Oberhof im Thür. Wald 1921 - Drude, Woltersdorf bei Erkner - 1 (1921) - 2. Neue Zeit, 1923 - 3. Flammenzeichen, 1926 - Gottesstimmen, Oberhof im Thür. Wald 1921 - Mein Bekenntnis zu Muck-Lamberty, Oberhof im Thür. Wald 1921 - Das Osterfeuer, Oberhof im Thür. Wald 1921 - Ruth, Oberhof im Thür. Wald 1921 - Vom heiligen Frühling, Oberhof i. Thür. Wald - 1 (1921) - 2 (1921) | - Was der Mensch säet, das wird er ernten, Oberhof im Thür. Wald 1921 - Schaffende, Oberhof im Thüringer Wald 1922 - Des deutschen Willens Weg, Oberhof im Thür. Wald 1923 - Des deutschen Willens Ziel, Oberhof i. Thür. Wald 1923 - Ein heiteres Märchenspiel, Oberhof im Thür. Wald 1923 - Baldurs Wiederkehr, Oberhof im Thüringer Wald 1924 - Der lebendige Quell, Oberhof im Thür. Wald 1924 - Sonne über Deutschland!, Oberhof i. Thür. Wald 1926 - Das eigene Ich, Oberhof im Thür. Wald 1928 - Das Geheimnis hinter Liebe und Tod, Stuttgart 1929 - Lebensanfänge, Oberhof im Thüringer Walde 1930 - Treue, Oberhof im Thür. Walde 1930 - Die Kastanienkönigin, Oberhof 1931 - Pfingstflammen, Oberhof 1932 - Maienspiel, Oberhof, Thür. 1933 - Die letzte Wala, Bad Blankenburg 1935 |